# Hollandale (Minnesota)
Hollandale – miasto w Stanach Zjednoczonych, w stanie Minnesota, w hrabstwie Freeborn.